# راي كيد
راي كيد (بالإنجليزية: Rae Kidd)‏ هي ممثلة أمريكية، ولدت في 15 يونيو 1917، وتوفيت في 2 أبريل 1962.

## وصلات خارجية
- راي كيد على موقع IMDb (الإنجليزية)
- راي كيد على موقع قاعدة بيانات الفيلم (الإنجليزية)